# Ciboria alni
Ciboria alni är en svampart som först beskrevs av O. Rostr., och fick sitt nu gällande namn av N.F. Buchw. 1947. Ciboria alni ingår i släktet Ciboria och familjen Sclerotiniaceae.   Inga underarter finns listade i Catalogue of Life.